# Dave Roberts (football)
Pour les articles homonymes, voir Dave Roberts et Roberts.
Dave Roberts, né et mort à des dates inconnues, est un footballeur anglais. Il évolue dans les années 1920 dans les championnats anglais et irlandais, dont il est le meilleur buteur en 1923-1924.

## Carrière sportive
David A. Roberts naît à Tipton en Angleterre. Il s'engage avec Shrewsbury Town qui évolue en Birmingham & District League. Décrit comme un joueur « plein d'entrain », il est le meilleur buteur de Shrewsbury avant de signer pour le Walsall Football Club qui évolue en troisième division professionnelle anglaise à la fin de la saison 1921-1922. Il débute en équipe réserve et ne manque pas de se faire remarquer en marquant but sur but mais quand son tour vient de jouer en équipe première, il est beaucoup moins à l'aise. Il fait ses débuts en championnat le 16 septembre 1922 il joue inter droit sur le terrain de Chesterfield. Selon le Sheffield Daily Telegraph, « en attaque comme en défense, la ligne médiane était loin en dessous du standard de la troisième division, et bien que Archer et Roberts (l'ancien joueur de Shrewsbury Town) aient essayé de lancer l'attaque, ils ont reçu très peu de soutien », puisque Walsall a perdu 6-0. Roberts joue encore deux matchs avec Walsall avant de partir pour l'Irlande.
Roberts s'engage avec le Bohemian Football Club alors que la saison 1922-1923 a déjà débuté. Lors de la saison suivante il marque 20 buts dans le championnat. Ces 20 buts marqués en 17 rencontres aident le club à remporter son premier titre de champion d'Irlande grâce notamment à 15 victoires consécutives. Parmi les autres membres de cette équipe on trouve notamment Bertie Kerr, Johnny McIlroy, Billy Otto, Christy Robinson (en), Jack McCarthy ou Johnny Murray. Toutes compétitions confondues, lors de cette saison 1923-1924, Roberts marque 25 buts en 27 matchs. 
En 1925, Dave Roberts est condamné à un mois de prison pour abandon de famille : il n'avait pas payé de pension alimentaire et laissé ses deux enfants à la charge de la Board of guardians.
Dave Roberts joue avec le Fordsons Football Club pour les saisons 1925-1926 et 1926-1927. Lors de ces deux saisons il marque un total de 20 buts. Il participe aussi à la victoire de Fordsons en finale de la Coupe d'Irlande 1925-1926, première et dernière victoire du club dans une compétition majeure en Irlande. Il marque le premier but de la finale grâce à une tête après un coup franc. Fordsons gagne le match sur le score de trois buts à deux contre les Shamrock Rovers.

## Palmarès
- Championnat d'Irlande
  - Vainqueur avec le Bohemian FC en 1923-1924
- Coupe d'Irlande
  - Vainqueur avec Fordsons FC en 1925-1926
- Meilleur buteur du championnat irlandais en 1923-1924 avec 20 buts.